# 스타드 요지 바르텔
스타드 요지 바르텔(룩셈부르크어: Stade Josy Barthel, 프랑스어: Stade Josy-Barthel)은 룩셈부르크 룩셈부르크시에 존재했던 국립 경기장이다. 1931년에 개장하였으며 수용 인원은 8,054명이다. 럭비 경기와 육상 경기에 사용되었으며 룩셈부르크 축구 국가대표팀의 홈 구장으로도 사용되었다. 2021년에 스타드 드 룩셈부르크가 개장하면서 철거와 재개발이 진행되었다.

## 역사
1931년 개장하였을 땐 '스타드 무니시팔' 즉 시립 경기장으로 불렸으며 1990년에 전반적인 재건축이 이루어졌다. 1993년 7월부터 1952년 하계 올림픽 남자 1,500m 금메달 리스트이자 룩셈부르크의 유일한 올림픽 금메달리스트인 요제프 바르텔의 이름을 딴 '스타드 요지 바르텔'이라는 이름을 사용하게 되었다.
2014년에 UEFA 유로 2016 예선 경기를 치를 수 있는 표준 규격에 맞게 확장하기 위해 23만 유로를 투자받았다고 발표했다. 룩셈부르크 체육부는 2014년 6우러에 룩셈부르크시 행정부와 합력하여 가스페리히에 2021년에 개장할 예정인 스타드 드 룩셈부르크를 건설하기로 결정했다. 또한 룩셈부르크시 당국은 스타드 요지 바르텔을 철거하고 부지와 주변 지역을 재개발하겠다고 밝혔다.
룩셈부르크 축구 국가대표팀은 2021년 3월 27일에 스타드 요지 바르텔에서 마지막 공식 경기를 치렀는데 이 경기는 룩셈부르크가 포르투갈에 1-3 패배를 기록한 2022년 FIFA 월드컵 유럽 지역 예선 경기이다.

## 기록

### 1950년 FIFA 월드컵 유럽 지역 예선
| 날짜            | 팀 1       | 스코어 | 팀 2   | 라운드 |
| --------------- | ---------- | ------ | ------ | ------ |
| 1949년 9월 18일 | 룩셈부르크 | 2 - 3  | 스위스 | 4조    |

### 2002년 FIFA 월드컵 유럽 지역 예선
| 날짜            | 팀 1       | 스코어 | 팀 2         | 라운드 |
| --------------- | ---------- | ------ | ------------ | ------ |
| 2000년 9월 3일  | 룩셈부르크 | 0 - 2  | 유고슬라비아 | 1조    |
| 2000년 10월 7일 | 룩셈부르크 | 1 - 2  | 슬로베니아   | 1조    |
| 2001년 3월 24일 | 룩셈부르크 | 0 - 2  | 페로 제도    | 1조    |
| 2001년 6월 6일  | 룩셈부르크 | 1 - 2  | 러시아       | 1조    |
| 2001년 9월 5일  | 룩셈부르크 | 0 - 3  | 스위스       | 1조    |